# Acremma thyridoides
Acremma thyridoides is een vlinder van de familie van de spinneruilen (Erebidae). De wetenschappelijke naam van deze soort is voor het eerst voorgesteld als Corgatha thyridoides door George Hamilton Kenrick in een publicatie uit 1917.
De soort komt voor op Madagaskar.